# Kim Astrup
Kim Astrup Sørensen, né le 6 mars 1992 à Herning, est un joueur de badminton danois spécialiste du double hommes. Il est également double champion d'Europe : avec Anders Rasmussen en 2018 et 2023.

## Palmarès

### Championnats du monde
- Championnats du monde 2023 à Copenhague
  - Double homme :  Médaille d'argent avec Anders Rasmussen[2]
- Championnats du monde 2021 à Huelva
  - Double homme :  Médaille de bronze avec Anders Rasmussen[3]

### Championnats d'Europe
- Championnats d'Europe de badminton 2024 à Sarrebruck
  - Double homme :  Médaille d'or avec Anders Rasmussen
- Championnats d'Europe de badminton 2021 à Kiev
  - Double homme :  Médaille de bronze avec Anders Rasmussen
- Championnats d'Europe 2018 à Huelva
  - Double homme :  Médaille d'or avec Anders Rasmussen
- Championnats d'Europe 2016 à La Roche-sur-Yon
  - Double homme :  Médaille d'argent avec Anders Rasmussen
- Championnats d'Europe 2021 à Kiev
  - Double homme :  Médaille de bronze avec Anders Rasmussen
- Championnats d'Europe 2017 à Kolding
  - Double homme :  Médaille de bronze avec Anders Rasmussen

### Jeux européens
- Jeux européens de 2023 à Tarnów ( Pologne) :
  -  médaille d'or
- Jeux européens de 2019 à Minsk ( Biélorussie) :
  -  médaille d'argent